# Ferrari P4/5

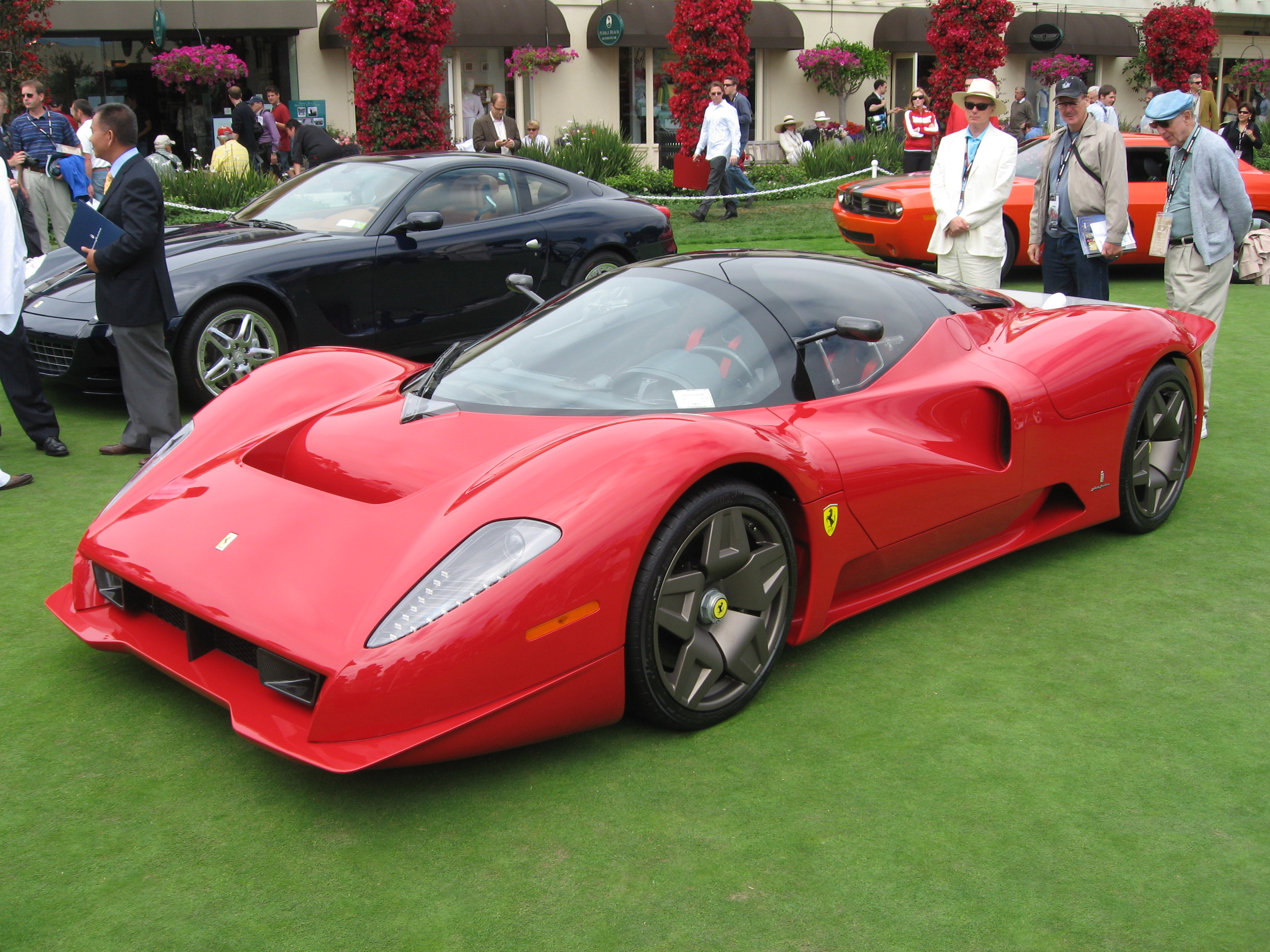
Ferrari P4/5

Der Ferrari P4/5 (auch als Ferrari P4/5 by Pininfarina bezeichnet) ist ein von Ferrari und Pininfarina hergestellter Sportwagen. Der Wagen gilt als Einzelstück und wurde von US-Milliardär James Glickenhaus finanziert.
2009 startete Glickenhaus das Project P 4/5 Competizione und ließ auf Basis eines Ferrari 430 Scuderia einen Rennwagen für das 24-Stunden-Rennen auf dem Nürburgring entwickeln, ebenfalls ein Einzelstück.

## P4/5
Glickenhaus, der bereits Besitzer eines Ferrari 330P4 ist, gab bei Pininfarina für rund drei Millionen Dollar eine Neuauflage des Wagens in Auftrag. Basierend auf dem letzten noch nicht zugelassenen Ferrari Enzo für die USA planten Glickenhaus und Pininfarina-Chef Andrea Pininfarina ein Unikat, das dem 330P4 nachempfunden werden sollte.
Optisch erinnert der P4/5 durch den Mittelsteg im Kühlermaul, die Flaps an den Seiten und die zwei separaten Luftkanäle sowie die Öffnung im Vorderwagen an die Originalfront des 330P4. An den Flanken wurden die Kühlluftschächte vor den Hinterrädern vom Original übernommen. Auch die Glaskuppel über den Passagieren ist der des 330P4 nachempfunden. Im Heckbereich wurden die scharfen Abrisskanten und die runden Rückleuchten nach Vorbild des 330P4 entworfen. Insgesamt wurden über 200 Teile speziell für den P4/5 angefertigt.
Die 4,63 Meter lange, 2,04 Meter breite und 1,12 Meter hohe Karosserie wurde komplett aus Carbon gefertigt. Der Motor ist ein Zwölfzylinder-V-Motor mit sechs Litern Hubraum, der 485 kW (660 PS) leistet und 657 Nm Drehmoment entwickelt. Die Reifen besitzen eine Größe von 255/35 vorn und 335/30 hinten. Die Felgen haben eine Größe von 20 Zoll.

### Technische Daten
| Ferrari                       | P4/5                            |
| ----------------------------- | ------------------------------- |
| Motorbauart                   | 12-Zylinder-V-Mittelmotor       |
| Hubraum                       | 5988 cm³                        |
| Leistung PS bei 1/min         | 660 bei 7800                    |
| Drehmoment Nm bei 1/min       | 657                             |
| Leergewicht (kg)              | 1200                            |
| Radstand (mm)                 | 2650                            |
| Kraftübertragung              | Heck                            |
| Getriebe                      | sequenzielles Sechsganggetriebe |
| Beschleunigung 0–100 km/h (s) | 3,55                            |
| Höchstgeschwindigkeit (km/h)  | 362 km/h                        |
| Grundpreis                    | 3.000.000 Euro                  |

## P 4/5 Competizione

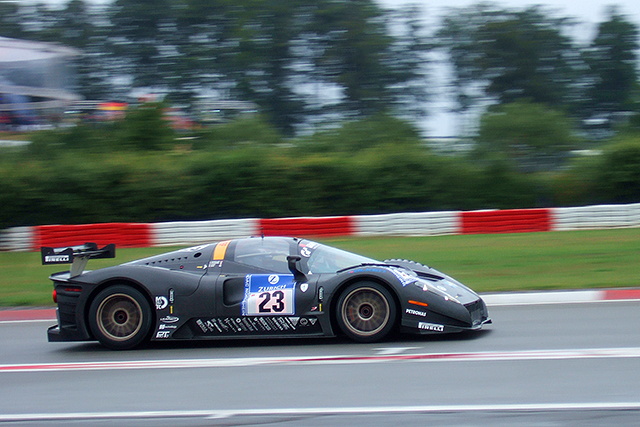
P 4/5 Competizione beim 24-Stunden-Rennen auf dem Nürburgring 2011

Ab Herbst 2009 wurde für das 24-Stunden-Rennen auf dem Nürburgring ein Einzelstück mit der Bezeichnung P 4/5 Competizione entwickelt. Ferrari beteiligte sich nicht an der Produktion; stattdessen entwickelten die italienischen Sportwagenhersteller LM Gianetti, Pro.To und der Rennstall N.technology das Fahrzeug. Hierzu wurde ein von Glickenhaus erworbener Ferrari 430 Scuderia mit dem 4,0-Liter-V8-Motor, dem sequentiellen Sechsganggetriebe und weiteren technischen Komponenten eines Ferrari F430 GT2 von Michelotto und mit einer Karosserie aus kohlenstofffaserverstärktem Kunststoff versehen, die an den Ferrari 330P4 erinnert. Das Fahrzeug trat 2011 als N.technology P 4/5 Competizione zum 24-Stunden-Rennen an und belegte nach technischen Problemen Rang 39 von 135 gewerteten Teilnehmern.
2012 wurden aerodynamische Änderungen an Front, Unterboden und Heckflügel vorgenommen; außerdem wurde das Fahrzeug mit elektrischem KERS von Magneti Marelli ausgerüstet. Der 25 kg schwere Elektromotor erreicht eine Leistung von 30 kW. Durch Überarbeitungen am Motor wurde die Leistung auf 414 kW (563 PS) gesteigert. Das weiterentwickelte Fahrzeug trat mit der Startnummer 1 erneut an und belegte am Ende – trotz KERS-Defekt und eines Feuers bei einem Boxenstopp – Rang 12.
Da das Fahrzeug auf dem Chassis eines F430 Scuderia mit US-amerikanischer Zulassung aufgebaut wurde, ist dieses Fahrzeug dort für den Straßenverkehr zugelassen. Seit seinem ersten öffentlichen Auftritt trägt der Wagen das Kennzeichen „P 45 C“ des US-Bundesstaates New York.